# شعبان جعفری

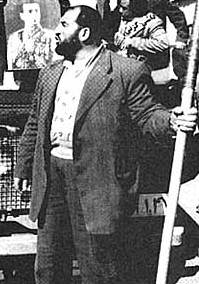
شعبان جعفری با پرچمی در دست، در فعالیت‌های انتخاباتی مجلس دورهٔ هجدهم (عکس از آرشیو «واتیمور»، عکاس «تایم-لایف»)

شعبان جعفری (۱ فروردین ۱۳۰۰ – ۲۸ مرداد ۱۳۸۵) که در میان طرفداران پهلوی با عنوان «پهلوان شعبان جعفری» و در میان اعضای حزب کمونیست توده و اسلام‌گرایان با لقب «شعبان تاجبخش»، شناخته می‌شد؛ یکی از نام‌های بحث برانگیز تاریخ معاصر ایران و از بازیگران مهم کودتای ۲۸ مرداد ۱۳۳۲ بود. وی باستانی‌‌کار و پهلوان زورخانه‌ای اهل ایران بود که بیشتر به خاطر حضورش در حرکات سیاسی شهرت داشت.
وی در جریان انقلاب ۱۳۵۷ از ایران خارج شد و سرانجام در ۲۸ مرداد ۱۳۸۵ (۱۹ اوت ۲۰۰۶) و در ۵۲امین سالروز کودتای ۲۸ مرداد در شهر سانتا مونیکا، ایالت کالیفرنیا، ایالات متحده آمریکا درگذشت.

## نقش در «کودتای» ۲۸ مرداد
شعبان جعفری در میان لات‌ها و محله‌گردان‌های آن زمان به «شعبان بی‌مخ» و «شعبان درخونگاه» شهرت داشت. در پی کودتای ۲۸ مرداد، وی نقش دست اوّلی در پیروزی خیابانی طرفداران شاه و ارتش در مقابل نیروهای چپ و ملّی طرفدار مصدّق بازی کرد. در همین حال شعبان جعفری خود را از مریدان کاشانی و از حامیان و اعضای گروه فدائیان اسلام می‌دانست تا اینکه با ترور رزم آرا توسط این گروه از آن ها جدا شد.خود شعبان جعفری مدعی بود که در روز ۲۸ مرداد سال ۳۲، وی تا حدود ظهر در زندان شهربانی بوده و بنابراین نمی‌توانسته نقشی اساسی در به ثمر رسیدن کودتای ۲۸ مرداد بازی کرده باشد. در زمینهٔ این دو ادعای اخیر بحث و جدل‌های تاریخی فراوان است.

## انقلاب و خروج از ایران

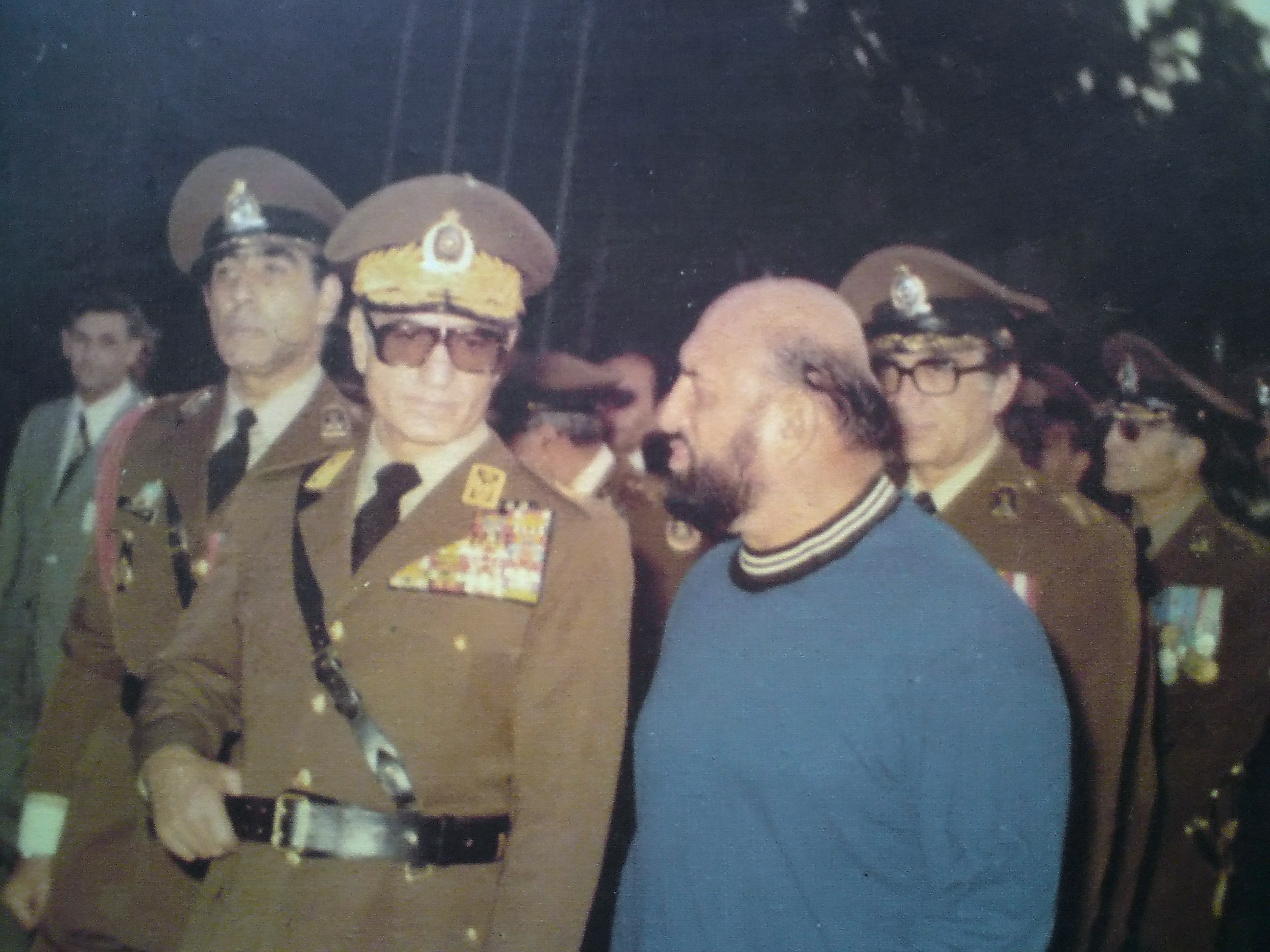
شعبان جعفری و محمدرضا پهلوی

وی که علاقه‌اش به محمدرضا پهلوی و «شاه دوستی» اش بر کسی پوشیده نیست، بعد از انقلاب ۱۳۵۷ ایران، نامش در لیست افرادی بود که تحت تعقیب کمیتهٔ ضربت انقلاب اسلامی قرار داشتند. پس از پیروزی انقلاب اسلامی، دولتمردان وقت، بارها وی را به دست داشتن در «ناآرامی‌های شهرهای مختلف ایران» متهم می‌کردند.
وی در جریان انقلاب ۱۳۵۷ ایران از ایران رفت.
شعبان جعفری در سن هشتاد و پنج سالگی و در روز ۲۸ مرداد ۱۳۸۵ (پنجاه و سومین سالگرد کودتای ۲۸ مرداد) درگذشت. او در گورستان وست وود در شهر سنتا مونیکا، کالیفرنیا واقع در ایالات متحده آمریکا دفن شده است.

## کتاب خاطرات و اتهام تحریف تاریخ
کتاب خاطرات شعبان جعفری، در سال ۱۳۸۱ به کوشش هما سرشار ابتدا در خارج از ایران و بعد در ایران انتشار یافت که از آثار پرفروش منتشره در ایران بود.
به این کتاب نقدهای مختلفی دال بر تحریف تاریخ و جعل حقیقت وارد شده است.
در مذاکرات مجلس آن روز آمده است که جمال امامی گفته: «شعبان جعفری روی لیست حقوق شهربانی است و ماهی سیصد تومان از شهربانی حقوق می‌گیرد… اصلاً اون موقع که اینا این چیزا رو دارن میگن، من با دربار و شاه مربوط نبودم… ما طرفدار کاشانی بودیم و مصدق. اون موقع اصلاً این بساط تو تهران بود که عده‌ای طرفدار مصدق و کاشانی بودن و عده‌ای مخالفشون و همش سر انتخابات و اینا دعوا مرافعه و بگیر ببند و اینا بود.»
ولی مسعود بهنود در کتابش می‌نویسد: «شما با جمال امامی و همفکرانش و علیه مصدق بودید، جوابتان چیست؟ بیخود میگه، من اون موقع با مصدق بودم چون می‌دیدم که کاراش بد نیست. کاراش خوب بود. خوب کار می‌کرد. ایشونو بالاخره می‌دیدم کارای خوب می‌کرد. مام رفتیم دنباله‌رو ایشون شدیم دیگه. حتی تا اونجا می‌رفتیم که می‌زدیم پای جونمون…»
…. بله دیگه! من که گفتم! بازاریا و جبهه‌ملیا تا من با مصدق بودم طرفدار من بودن. …یه گلریزون گرفتم، همه جبهه‌ملیا اومدن و برای زورخونه‌ای که قرار بود بسازم پولم دادن. دکتر غلامحسین صدیقی بود، مهدی بازرگان بود، دکتر عبدالله معظمی بود، شمس قنات‌آبادی بود، اللهیار صالح بود. بقایی بود و اینا همه بودن تا حتی کاشانی یه دفعه اومد اونجا. (ص ۱۲۰ و ۱۱۹)

## نکاتی از زندگی وی

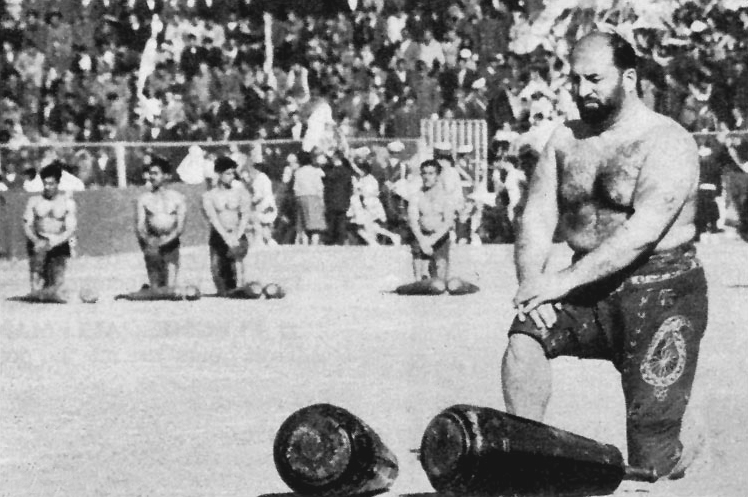
شعبان جعفری درحال انجام ورزش زورخانه‌ای

- او از یک ترور که توسط عزت شاهی انجام شد، جان سالم به در برد.[۲۰]
- شعبان جعفری اعتقادات مذهبی داشت و آن طور که اطرافیانش می‌گویند نماز و روزه‌اش تا آخرین سال حیات هم قطع نشد.[۸]
- شعبان جعفری متولد محله درخونگاه در منطقه سنگلج در قلب شهر تهران بود، محله‌ای که محمد طباطبائی (از سران مشروطیت)، شریعت سنگلجی (از استادان بنام و نواندیش فقهی) و رضا شاه پهلوی (تا قبل از کودتای سوم اسفند) در آن محله می‌زیستند.[۸] او اصالتاً اهل تهران بود و از پدر مادری از روستاهای غرب تهران (پدری سولقانی و مادری از روستای رندان) بود.
- آخرین کار زندگی او، حاضر شدن در مقابل دوربین سهراب اخوان فیلمساز ایرانی بود که می‌خواست فیلمی از زندگی شعبان بسازد. فیلمی که نام آن را «خط آخر» داده بود. تنها فرزند او حمید جعفری به همراه مادرش افسر آزاد سرو همسر شعبان جعفری در ایران ماندند که همسر شعبان در سال ۱۳۷۰ درگذشت و حمید جعفری نیز در اول فروردین ۱۳۹۵ درگذشت. حمید دارای سه فرزند پسر می‌باشد، وی در طی ۳۹ سال بعد از انقلاب که در ایران بود با هیچ رسانه‌ای مصاحبه ننمود و در سکوت به سر برد.[۸]
- به نقل از کتاب خاطرات وی، گویا طبع شاعری نیز داشته است، زیرا در کتاب غزلی با تخلص «شعبان» بدین شرح را می‌خواند:

«دارم دلی شکسته ز خوبان روزگار / روزم شده سیه چو شب تار زلف یار

یارب ببین به گوشه زندان شدم دچار / یارب ببین چه می‌کند این چرخ کج مدار

ما را جدا نمود از آن شوخ گلعذار / زندان چه کلبه ای است پر از رنج و درد و غم

غم پروران یار نشستند دور هم / هی می‌شود زیاد، ولیکن نگشته کم

خواهم که قصد خویش کنم نیست لیک سم / بهرت همان بود که کنم گریه زار زار

یارب ببین که عاشق بیچاره ات کنون / از عشق بر سرش همی افتاده است جنون

ای عشق ساعتی برو از این دلم برون / تا شرح حال خویش نویسم برای یار

یاران دهند مژده که غم رفت و گشت طی / ساقی گذار بر کف دستم تو جام می

«شعبان» تو خیز مست برون رو ز شهر ری / زیرا که گشته‌ای بر دلدار خویش خوار»